# Federica Luisa di Prussia
Federica Luisa di Prussia (Berlino, 29 agosto 1714 – Unterschwaningen, 4 febbraio 1784) era la terza figlia del re di Prussia Federico Guglielmo I  (1688–1740) e della di lui moglie Sofia Dorotea di Hannover (1687–1757). Era perciò sorella di Federico il Grande (1712–1786).

## Matrimonio e figli
Il 30 maggio 1729 a Berlino, Federica Luisa sposò il Margravio Carlo Guglielmo Federico di Brandeburgo-Ansbach (12 maggio 1712 - 3 agosto 1757), appartenente ad un ramo collaterale degli Hohenzollern. La coppia ebbe quattro figli:
- Carlo Federico Augusto (7 aprile 1733 - 9 maggio 1737)
- Cristiano Federico Carlo Alessandro (24 febbraio 1736 - 5 gennaio 1806)
- Guglielmina Eleonora (20 settembre 1743 - 1768)
- Luisa Carlotta (27 aprile 1746 - 31 gennaio 1747)

## Ascendenza
|                                 |                                       |                                            | Genitori                         |  |  | Nonni |  |  | Bisnonni                          |  |  | Trisnonni                        |  |
|                                 |                                       |                                            |                                  |  |  |       |  |  | Federico Guglielmo di Brandeburgo |  |  | Giorgio Guglielmo di Brandeburgo |  |
|                                 |                                       |                                            |                                  |  |  |       |  |  | Federico Guglielmo di Brandeburgo |  |  | Giorgio Guglielmo di Brandeburgo |  |
|                                 |                                       | Elisabetta Carlotta del Palatinato-Simmern |                                  |  |  |       |  |  | Federico Guglielmo di Brandeburgo |  |  |                                  |  |
| Federico I di Prussia           |                                       |                                            |                                  |  |  |       |  |  | Federico Guglielmo di Brandeburgo |  |  |                                  |  |
|                                 |                                       | Luisa Enrichetta d'Orange                  | Federico Enrico d'Orange         |  |  |       |  |  |                                   |  |  |                                  |  |
|                                 |                                       | Luisa Enrichetta d'Orange                  | Federico Enrico d'Orange         |  |  |       |  |  |                                   |  |  |                                  |  |
|                                 |                                       | Luisa Enrichetta d'Orange                  | Amalia di Solms-Braunfels        |  |  |       |  |  |                                   |  |  |                                  |  |
| Federico Guglielmo I di Prussia |                                       | Luisa Enrichetta d'Orange                  |                                  |  |  |       |  |  |                                   |  |  |                                  |  |
|                                 |                                       | Ernesto Augusto di Brunswick-Lüneburg      | Giorgio di Brunswick-Lüneburg    |  |  |       |  |  |                                   |  |  |                                  |  |
|                                 |                                       | Ernesto Augusto di Brunswick-Lüneburg      | Giorgio di Brunswick-Lüneburg    |  |  |       |  |  |                                   |  |  |                                  |  |
|                                 |                                       | Ernesto Augusto di Brunswick-Lüneburg      | Anna Eleonora di Assia-Darmstadt |  |  |       |  |  |                                   |  |  |                                  |  |
| Sofia Carlotta di Hannover      |                                       | Ernesto Augusto di Brunswick-Lüneburg      |                                  |  |  |       |  |  |                                   |  |  |                                  |  |
|                                 |                                       | Sofia del Palatinato                       | Federico V del Palatinato        |  |  |       |  |  |                                   |  |  |                                  |  |
|                                 |                                       | Sofia del Palatinato                       | Federico V del Palatinato        |  |  |       |  |  |                                   |  |  |                                  |  |
|                                 |                                       | Sofia del Palatinato                       | Elisabetta Stuart                |  |  |       |  |  |                                   |  |  |                                  |  |
| Federica Luisa di Prussia       |                                       | Sofia del Palatinato                       |                                  |  |  |       |  |  |                                   |  |  |                                  |  |
|                                 | Ernesto Augusto di Brunswick-Lüneburg | Giorgio di Brunswick-Lüneburg              |                                  |  |  |       |  |  |                                   |  |  |                                  |  |
|                                 | Ernesto Augusto di Brunswick-Lüneburg | Giorgio di Brunswick-Lüneburg              |                                  |  |  |       |  |  |                                   |  |  |                                  |  |
|                                 | Ernesto Augusto di Brunswick-Lüneburg | Anna Eleonora di Assia-Darmstadt           |                                  |  |  |       |  |  |                                   |  |  |                                  |  |
| Giorgio I del Regno Unito       | Ernesto Augusto di Brunswick-Lüneburg |                                            |                                  |  |  |       |  |  |                                   |  |  |                                  |  |
|                                 |                                       | Sofia del Palatinato                       | Federico V del Palatinato        |  |  |       |  |  |                                   |  |  |                                  |  |
|                                 |                                       | Sofia del Palatinato                       | Federico V del Palatinato        |  |  |       |  |  |                                   |  |  |                                  |  |
|                                 |                                       | Sofia del Palatinato                       | Elisabetta Stuart                |  |  |       |  |  |                                   |  |  |                                  |  |
| Sofia Dorotea di Hannover       |                                       | Sofia del Palatinato                       |                                  |  |  |       |  |  |                                   |  |  |                                  |  |
|                                 |                                       | Giorgio Guglielmo di Brunswick-Lüneburg    | Giorgio di Brunswick-Lüneburg    |  |  |       |  |  |                                   |  |  |                                  |  |
|                                 |                                       | Giorgio Guglielmo di Brunswick-Lüneburg    | Giorgio di Brunswick-Lüneburg    |  |  |       |  |  |                                   |  |  |                                  |  |
|                                 |                                       | Giorgio Guglielmo di Brunswick-Lüneburg    | Anna Eleonora di Assia-Darmstadt |  |  |       |  |  |                                   |  |  |                                  |  |
| Sofia Dorotea di Celle          |                                       | Giorgio Guglielmo di Brunswick-Lüneburg    |                                  |  |  |       |  |  |                                   |  |  |                                  |  |
|                                 |                                       | Éléonore d'Esmier d'Olbreuse               | Alexandre II d'Esmier d'Olbreuse |  |  |       |  |  |                                   |  |  |                                  |  |
|                                 |                                       | Éléonore d'Esmier d'Olbreuse               | Alexandre II d'Esmier d'Olbreuse |  |  |       |  |  |                                   |  |  |                                  |  |
|                                 |                                       | Éléonore d'Esmier d'Olbreuse               | Jacquette Poussard de Vandré     |  |  |       |  |  |                                   |  |  |                                  |  |
|                                 |                                       | Éléonore d'Esmier d'Olbreuse               |                                  |  |  |       |  |  |                                   |  |  |                                  |  |